# Procleomenes comatus
Procleomenes comatus là một loài bọ cánh cứng trong họ Cerambycidae.